# مزاحم بن خاقان
مزاحم بن خاقان (توفي 254 هـ/ 868م) قائد عسكري تركي في خدمة الدولة العباسية. ولى إمرة مصر عام 253–254هـ الموافق 867م حتى وفاته في العام التالي.

## سيرته
مزاحم هو ابن خاقان التركي وشقيق الفتح بن خاقان، اللذين كانا من الشخصيات المؤثرة خلال خلافة المعتصم والمتوكل. ظهر في عهد المنتصر شارك مزاحم في حملة وصيف التركي ضد البيزنطيين. وفي عهد المستعين قاد الجيش لقمع انتفاضة قبلية في جند الأردن.
بعد اندلاع الحرب بين المستعين (في بغداد ) والمعتز (في سامراء)، انحاز مزاحم في البداية إلى المستعين وشق طريقه من الرقة إلى بغداد، وشارك في الدفاع عن بغداد وأصيب بسهم.
في عام 251 هـ/ 865م، أرسل المستعين مزاحم لتأمين الكوفة التي سقطت في أيدي العلويين. كما أمر قواته بإضرام النار في الكوفة بعد أن واجهت مقاومة داخل المدينة. بعد أن أورد خبر الفتح، تلقى مزاحم رسالة من المعتز تحثه على الانشقاق من جانب المستعين. ووافق مزاحم وعدد من جنوده على تبديل الولاءات، وشقوا طريقهم إلى سامراء.
وبعد نهاية الحرب، أصبح المعتز الخليفة الجديد، وأرسل مزاحم إلى ملطية في الحدود البيزنطية، وذهب في حملة ضد البيزنطيين.

## ولايته على مصر
وصل مزاحم إلى مصر بجيش لتعزيز والي مصر يزيد بن عبد الله بن دينار، الذي كان يواجه صعوبة في التعامل مع عدد من الثورات، بما في ذلك ثورة جابر بن الوليد. وتمكن يزيد ومساعديه من إحراز تقدم ضد المتمردين، لكنهم لم يتمكنوا من إلحاق الهزيمة بهم تمامًا، وفي عام 253 هـ عزل المعتز يزيد من وولى مزاحم بدلاً منه في 3 ربيع الأول سنة 253 هـ. عَلَى صلاتها فجعل عَلَى شُرَطه أزجور التركي، واستخلف ابن إِسبنْدِيار، وعقد مُزاحِم ليزيد بْن عبد الله فِي طلَب جَابِر بْن الوليد، فخرج يزيد فِي طلَبه إلى ناحية الإِسكَندريَّة وجابر يومئذٍ مُقيم بتَرُوجة، وأقام يزيد بالشِّراك، وسار مُزاحِم بالحَوْف الشرقيّ لِقتال عُمَّال ابن عزيز، وابن ضوء، ومَن معهما. ومات أَبُو حَرْمَلة فِي السِّجن يوم الأحد 26 ربيع الآخر، وصُلِب بالمُصلَّى. وقدِم مُزاحم بْن خاقان من الحَوْف بابن عزيز، وابن ضوء، وبمائة رجُل من الأَسرَى يوم الأحد 10 ربيع الآخر سنة 253 هـ، وعسكر مُزاحم بْن خاقان يوم السبت 15 جمادى الأولى بالجِيزة، وتوجَّه سائرًا إلى جَابِر، فلقِيَه بتَرُوجة، فهرب جَابِر، وأُسِر جمع كثير من أصحابه، ومضى جَابِر إلى نَهْيا من أرض الجِيزة 13 جمادى الآخرة، فخرج إليهم أزجُور، فحاربهم، فظفِر منهم بأربعين رجلًا، ومضى جَابِر إلى الفَيُّوم، فنزل البطس واقع الأعراب بتَنْهَمَت، فقتل كثيرًا منهم، ورجع مُزاحم بْن خاقان فِي أثَره، فنزل نَهيْا بعد مسير جَابِر منها بأربعة أيَّام، ورحل مُزاحم إلى الفَيُّوم، فواقع جَابِر فيما بين تَنْهمَت، وأَقْنَى وأُسر ابن عمّ لجابر وسجنه في الفسطاط وفي العام التالي أرسل جابر إلى العراق.
ووفقًا للمؤرخ المصري الكندي فقد فرض أزجور التركي أثناء إدارة مزاحم عددًا من الشعائر التي كانت غريبة في السابق على مصر. فمُنعت النساء من دخول الحمامات والمقابر، وسجن المؤنَّثين والنوائح، ومنع من الجهر ببسم اللَّه الرَّحْمَن الرحيم فِي الصلوات بالمسجِد الجامع، وحُظِر الرثاء في الجنازات. أمر بأداء الآذان من خلف المسجد، وأخذ أهل المسجد الجامع بتمام الصفوف، وأمر أهل الحلَق بتحويل وجوههم إلى القِبلة قبل إقامة الصلاة، ومنع من المساند التي يُستند إليها، ومنع من الحصُر التي يجعلها الناس لمجالسهم فِي المسجد، وأمر أن تُصلَّى التراويح فِي شهر رمضان خمس تراويح، ومنع أزجُور من التثويب، وأمر بالأذان يوم الجمعة فِي مُؤَخَّر المسجِد. ثمّ صُرف أزجُور عَن الشُّرَط فِي ذي القعدة سنة 253 هـ، وأُفرد بها محمد بْن إِسْبَنْدِيار.
مرِض مُزاحِم بْن خاقان فاستخلف ابنه أحمد بن مزاحم بن خاقان، وتُوفي مُزاحِم ليلة الاثنين 5 محرم سنة 254 هـ.